# 偏城镇
偏城镇，是中华人民共和国河北省邯郸市涉县下辖的一个乡镇级行政单位。地处涉县北部，东与鹿头乡、木井乡毗邻，南与鹿头乡相连，西与山西省左权县麻田镇、择城乡交界，北与左权县羊角乡接壤。

## 行政区划
偏城镇下辖以下地区：
偏城村、西庄村、王大坡村、艾叶峧村、横岭村、畔峪村、圣寺驼村、平房沟村、石峰村、寺子岩村、西庙湾村、前坪村、小泉村、西峧村、王进村、青塔村、黑龙洞村、大岩村、窑门口村、旯旮铺村、南艾铺村、桑栈村和小峧村。

## 中国传统村落
- 偏城村